# 成増飛行場

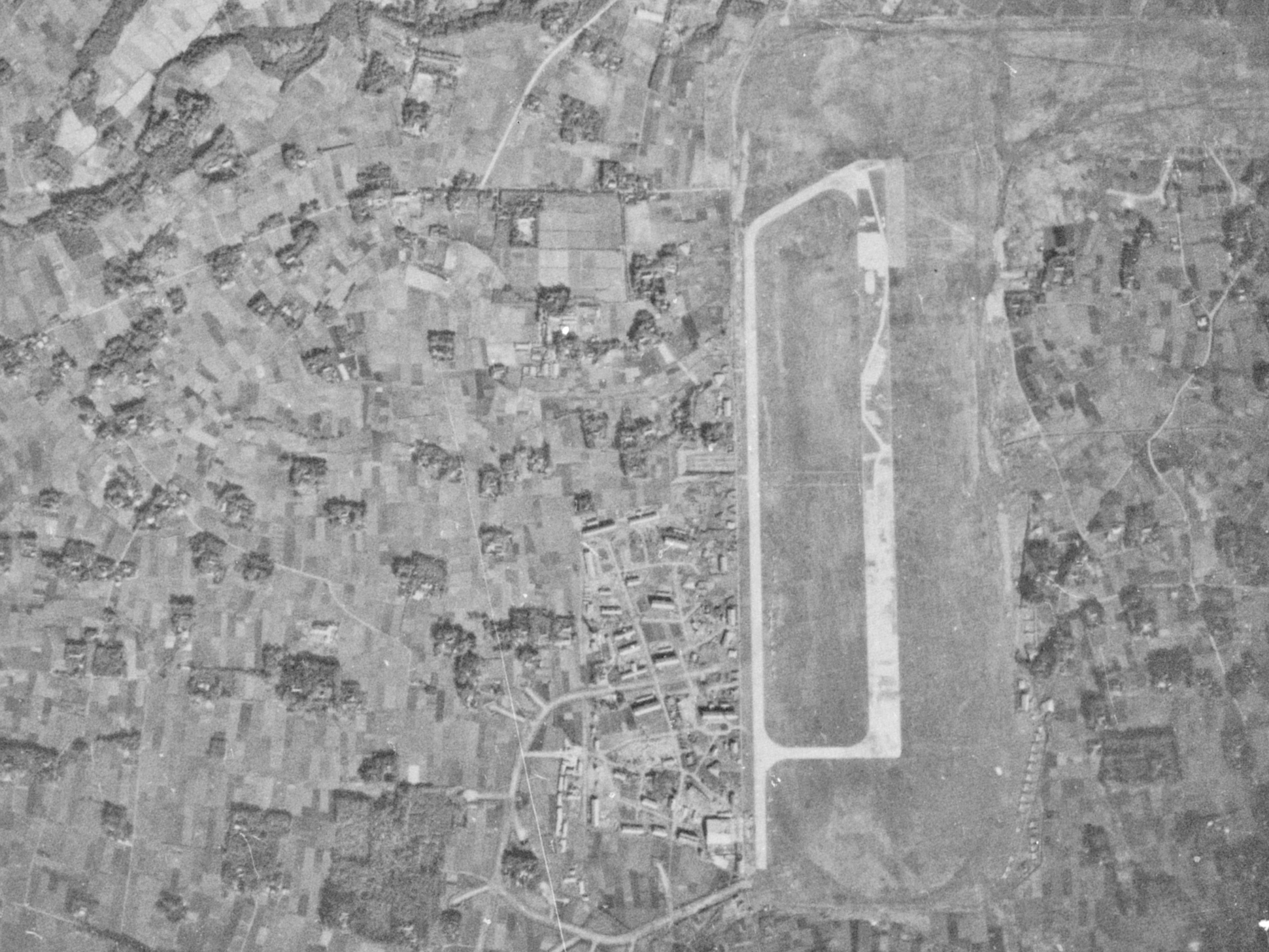
1944年（昭和19年）撮影の成増飛行場

成増飛行場（なりますひこうじょう、旧字体：成增飛行場）は、かつて東京都練馬区（分割前は板橋区）の光が丘（3・4・5・7丁目辺り）にあった、日本陸軍の軍用飛行場。正式名称は「成増陸軍飛行場」。陸軍特別攻撃隊の出撃基地になるなどした。

## 概要
- 軍の正式呼称は成増陸軍飛行場とされ、住民からは高松飛行場とも呼ばれた[1]。
- 1942年（昭和17年）4月18日のドーリットル空襲を期に、帝都防空目的の飛行場建設が具体化され、飛行場建設が急遽決まった。
- 1943年（昭和18年）の建設工事には、陸軍近衛師団と陸軍第一師団で編成した赤羽工兵隊（約700人）、近隣在郷軍人で編成した荒川作業隊（約700人）、近隣青年団で編成した武蔵野防諜突撃隊（約170人）、他に、豊多摩刑務所の囚人、朝鮮からの出稼ぎ労働者、産業報国隊、学徒など総勢約2,000人が動員された[2]。
- 最盛期の土工事では、昼夜交替制で、一日延3,000人が就労する突貫工事であった。
- 完成後は、日本陸軍の飛行第47戦隊、第43飛行場大隊、航空廠立川分廠成増分遣整備隊が置かれた。
- 終戦間際には、南方作戦戦隊の戦力回復の場となり、特攻第48振武隊、特攻第231振武隊が置かれてその訓練地になり、他にも飛行第101戦隊、飛行第102戦隊、飛行第103戦隊が移駐した。
- 終戦後はアメリカ軍の家族住宅「グラントハイツ」となった後、現在の光が丘およびその周辺となる[3]。

## 施設

### 主要施設
- 滑走路
  - 幅60 m、延長1,200 m、北端210 m部分は幅90 m。
  - 舗装され、道路や家屋模様に迷彩が施された。
  - 終戦後、グラントハイツの幹線道路および、その東に隣接する緑地帯に転用した。
  - 現在の夏の雲公園の北端が、滑走路の南端となり、IMAの中央やや東寄りを、南北に貫き、光が丘公園の中央が北端となる。
- 誘導路
  - 幅20 m、延長1,300 m。
  - 現在の光が丘南交番周辺を南端として、南北に置かれる。
- 駐機場
  - 滑走路と誘導路の間の南側に置かれる。

### 兵営
誘導路から西側に、各種施設が置かれた。主な施設は、以下の通り。
- 正門 - 現在の大通り南公園の西端に所在。
- 戦闘指揮所（作戦室） - 光が丘地区区民館の南西に所在。
鉄筋コンクリートの半地下構造。
- 戦闘大隊本部 - 戦闘指揮所の南西に所在。
- 飛行中隊 - 現在の春の風公園の北、光が丘中央大通りに所在。
- 43大隊整備中隊 - 現在の光が丘第七保育園周辺に所在。
- 飛行機工場 - 現在の光が丘第四小学校に所在。
- 射撃場 - 現在の光が丘第一小学校周辺に所在。
対空射撃陣としても使われた。
- 将校仮泊所 - 現在の光が丘第一中学校周辺に所在。
- 医務室 - 現在の四季の香公園北端に所在。
- 警備中隊 - 医務室の南東に所在。
- 補給中隊 - 現在の四季の香公園南端に所在。

## 歴史
- 1942年（昭和17年） - 飛行場用地の測量調査を、軍が東京府へ要請する
- 1943年（昭和18年）
  - 月次不詳 - 測量事務所を、田柄の八幡神社内に置き、発煙筒などで風向調査などを行う
  - 春 - 当地区の関連地主約500人が、板橋区役所に呼び出され、飛行場建設に協力するよう陸軍航空本部から要請がある[2]
  - 6月24日 - 飛行用予定地の地権者が、印鑑持参で再び区役所に呼ばれ、買収契約が強制調印され、居住する約60戸に対し、8月末までに立ち退くよう申し渡される[2]。土地は時価より高額で買い取られたが、農作物の補償はなく、移転費用は現物支給である上に、移転期日に間に合わず、移転者は困惑した[2]
  - 7月 - 赤羽工兵隊成増大隊（臨時編成）が駐留開始
  - 8月 - 荒川作業大隊、その他諸動員隊が駐留開始
  - 12月21日 - 飛行場が完成。第1航空軍第17飛行団隷下の飛行第47部隊が、本飛行場を基地とする
- 1944年（昭和19年）
  - 3月10日 - 飛行第47部隊は、第1航空軍に新設した第10飛行師団隷下となる。飛行第47部隊に付随していた飛行場中隊が、第43飛行場大隊に改編される。航空廠立川分廠の隷下に成増分遣整備隊が編成され、駐留開始
  - 11月17日 - 第10飛行師団長が隷下の航空戦隊に、各隊4名の特別攻撃隊の編成を下命。これを受け、飛行第47戦隊抽出震天制空隊を編成する
- 1945年（昭和20年）
  - 1月20日 - 積雪が80 cmとなり、特攻機の離陸に備え、緊急除雪が下命される
  - 2月17日 - 飛行第47部隊は、第6航空軍第12飛行師団隷下となる
  - 3月9日 - B-29の空爆を受ける
  - 3月下旬 - 飛行第47部隊は、大阪の佐野飛行場に移駐
  - 4月3日 - 第10飛行師団隷下特攻第48振武隊が、成増飛行場に移駐
  - 4月5日 - B-29の空爆を受ける
  - 4月下旬 - 飛行第47部隊は、成増飛行場に移駐
  - 5月27日 - 飛行第47部隊は、都城西飛行場（現在の宮崎県都城市蓑原町周辺）に移駐
  - 6月下旬 - 第10飛行師団隷下特攻第231振武隊、第10飛行師団隷下飛行第101戦隊、同飛行第102戦隊、同飛行第103戦隊が、成増飛行場に移駐
  - 8月 - 太平洋戦争敗戦により、連合国に接収される
  - 8月24日 - 米軍が視察し[2]、連合国軍第2230部隊が駐留する
  - 10月31日 - 旧日本陸軍第43飛行場大隊の残務処理中隊の駐屯が終了
- 1947年（昭和22年）
  - 3月3日 - 連合国軍が、成増飛行場跡地をグラントハイツと改称する
  - 4月5日 - アメリカ陸軍航空軍の家族宿舎を建設着工
- 1948年（昭和23年） 6月 - 家族宿舎が完成する
- 1952年（昭和27年） 7月26日 - 日本国とアメリカ合衆国との間の安全保障条約第3条に基く行政協定第2条により、旧JPNR22の施設について、米軍施設名「グランド・ハイツ住宅地区」（FAC（施設）番号3006）として、練馬区土支田町、高松町、田柄町、春日町、旭町の一部が、米軍無期限使用施設に指定される
- 1961年（昭和36年）4月19日 - 日米政府間協定上の米軍施設名が「グラント・ハイツ住宅地区」に改まる
- 1973年（昭和48年）9月30日 - グラント・ハイツ全体が日本へ返還となる